# Heinrich-Sigismund von der Heyde
Heinrich-Sigismund von der Heyde (* 14. Februar 1896 in Königsberg; † 4. Februar 1944 in Bad Kudowa) war ein deutscher Offizier in der Luftwaffe der Wehrmacht.

## Familie
Heinrich-Sigismund war der Sohn von Gustav von der Heyde (1866–1928) und dessen Ehefrau Jenny Haugwitz (1874–1957). Er heiratete am 6. September 1921 in Königsberg i. Pr. Eva Misling (* 20. Februar 1895) und hatte mit ihr folgende Kinder:
- Dagmar (* 27. Mai 1922)

⚭ 1942 Johannes Lehrecke (1915–1943), gefallen
⚭ 1949 Heinrich Berning (1911–1962)
- Detlev (* 29. August 1926) ⚭ 1957 Rosemarie Nagel (* 1928)
- Rosemarie (* 30. Oktober 1932) ⚭ 1966 Hans Gauch (* 1932)

## Leben
Von der Heyde trat am 1. August 1914 in das kaiserliche Heer ein und diente im Ersten Weltkrieg anfangs in der Infanterie. Am 29. Januar 1915 begann er eine Ausbildung zum Flugbeobachter, verbunden mit dem Wechsel zur Fliegertruppe. Nach seiner Beförderung zum Leutnant am 22. März 1915 wurde er am 18. Oktober 1916 erst zur Feldflieger-Abteilung 27 und am 10. September 1918 zur Feldflieger-Abteilung 303 versetzt. Nach dem Waffenstillstand und Kriegsende wurde er in der Türkei interniert. 
Im Jahre 1920 trat er zur Polizei über, wo er von 1932 bis 1935 eine Generalstabsausbildung erhielt und bis zum Major aufstieg.
Am 15. Oktober wechselte er zur neugegründeten Luftwaffe und wurde in der Fliegergruppe Faßberg und der Fliegergruppe Tutow als Beobachter ausgebildet. Anschließend ging er ab dem 1. Juli 1936 zum Kampfgeschwader 253, wo er zuletzt im Geschwaderstab diente. Vom 1. Dezember 1936 bis zum 22. Dezember 1937 erhielt er eine Generalstabs-Ausbildung an der Lufttechnischen Akademie Berlin-Gatow. Nach seiner Beförderung zum Oberstleutnant am 1. August 1937 trat er am 1. Januar 1938 zum Generalstab der Luftwaffe über. Nach Kriegsbeginn 1939 arbeitete er in verschiedenen Stäben der Luftgaukommandos der Luftwaffe, die für die Bodenorganisation zuständig waren, so beim Luftgau-Kommando VIII (bis 4. Oktober 1939), beim Luftgau-Kommando XII (als Erster Generalstabsoffizier, bis 23. Mai 1940) und beim Luftgaukommando der Militärverwaltung in Belgien und Nordfrankreich als Chef des Stabes, bis 3. März 1942. Tags darauf, inzwischen als Oberst, wechselte er als Generalluftzeugmeister ins Reichsluftfahrtministerium und leitete das Nachschubamt (Abt. LE 2) bis zu seinem Tode. Dort erhielt er am 1. Oktober 1942 die Beförderung zum Generalmajor.